# Rasplata
Rasplata (Расплата) è un film del 1970 diretto da Fёdor Ivanovič Filippov.